# Galatée (Q132)
| «Галаті»                                                                    | «Галаті» | «Галаті» |
| --------------------------------------------------------------------------- | --- | --- |
| Galatée (Q132)                                                              | | |
|                                                                             | | |
| Французький підводний човен «Галаті» в порту Орана. 1932                    | | |
| Верф                                                                        | Ateliers et chantiers de la Loire, Сен-Назер                                                                                | Ateliers et chantiers de la Loire, Сен-Назер                                                                                |
| Під прапором                                                                | Франція | Франція |
| Належність                                                                  | Військово-морські сили Франції                                                                                              | Військово-морські сили Франції                                                                                              |
| Порт приписки                                                               | Брест, Тулон | Брест, Тулон |
| Замовлення                                                                  | 30 червня 1922 | 30 червня 1922 |
| Закладений                                                                  | 1 лютого 1924 | 1 лютого 1924 |
| Спуск на воду                                                               | 18 грудня 1925 | 18 грудня 1925 |
| Введений до складу флоту                                                    | 6 травня 1927 | 6 травня 1927 |
| Виведений зі складу флоту                                                   | 17 березня 1949 | 17 березня 1949 |
| На службі                                                                   | 1927–1942 | 1927–1942 |
| Загибель                                                                    | 27 листопада 1942 року затоплений екіпажем у Тулоні                                                                         | 27 листопада 1942 року затоплений екіпажем у Тулоні                                                                         |
| Сучасний статус                                                             | піднятий італійцями. 22 червня 1944 року вдруге затоплений у несправному стані в Тулоні внаслідок авіаудару союзної авіації | піднятий італійцями. 22 червня 1944 року вдруге затоплений у несправному стані в Тулоні внаслідок авіаудару союзної авіації |
| Бойовий досвід                                                              | Друга світова війна Битва на Середземному морі * Затоплення французького флоту в Тулоні                                     | Друга світова війна Битва на Середземному морі * Затоплення французького флоту в Тулоні                                     |
| Проєкт                                                                      | | |
| Класифікація ПЧ                                                             | дизель-електричний підводний човен 2-го класу                                                                               | дизель-електричний підводний човен 2-го класу                                                                               |
| Тип ПЧ                                                                      | підводний човен типу «Сірен» 600-ї серії                                                                                    | підводний човен типу «Сірен» 600-ї серії                                                                                    |
| Головний конструктор                                                        | М.Сімоно | М.Сімоно |
| Основні характеристики                                                      | | |
| Швидкість (надводна)                                                        | 14 вузлів (26 км/год) | 14 вузлів (26 км/год) |
| Швидкість (підводна)                                                        | 7,5 вузлів (13,9 км/год) | 7,5 вузлів (13,9 км/год) |
| Робоча глибина занурення                                                    | 75 м | 75 м |
| Дальність плавання                                                          | 3500 миль (6482 км) на швидкості 7,5 вузлів (надводна) 75 миль (139 км) на швидкості 5 вузлів (підводна)                    | 3500 миль (6482 км) на швидкості 7,5 вузлів (надводна) 75 миль (139 км) на швидкості 5 вузлів (підводна)                    |
| Автономність плавання                                                       | 14 діб | 14 діб |
| Екіпаж                                                                      | 41 офіцер та матрос | 41 офіцер та матрос |
| Розміри                                                                     | | |
| Довжина найбільша (по КВЛ)                                                  | 65,98 м | 65,98 м |
| Ширина корпусу найб.                                                        | 4,94 м | 4,94 м |
| Середня осадка (по КВЛ)                                                     | 3,82 м | 3,82 м |
| Водотоннажність надводна                                                    | 661 тонна | 661 тонна |
| Водотоннажність підводна                                                    | 820 тонн | 820 тонн |
| Силова установка                                                            | | |
| Дизель-електрична: 2 × дизельних двигуни Normand-Vickers 2 × електродвигуни | | |
| Гвинти                                                                      | 2 | 2 |
| Потужність                                                                  | 2 × 600 к.с. (дизелі) 2 × 500 к. с. (електродвигуни)                                                                        | 2 × 600 к.с. (дизелі) 2 × 500 к. с. (електродвигуни)                                                                        |
| Озброєння                                                                   | | |
| Артилерія                                                                   | 1 × 75-мм гармата modèle 1897                                                                                               | 1 × 75-мм гармата modèle 1897                                                                                               |
| Торпедно- мінне озброєння                                                   | 7 × 533-мм торпедних апаратів 8 торпед                                                                                      | 7 × 533-мм торпедних апаратів 8 торпед                                                                                      |
| ППО                                                                         | 2 × 8-мм зенітні кулемети                                                                                                   | 2 × 8-мм зенітні кулемети                                                                                                   |

«Галаті» (Q132) (фр. Galatée (Q132) — військовий корабель, малий підводний човен типу «Сірен» 600-ї серії військово-морських сил Франції часів Другої світової війни.
Підводний човен «Галаті» був закладений 30 червня 1922 року на верфі компанії Ateliers et chantiers de la Loire у Сен-Назері. 1 лютого 1924 року він був спущений на воду, а 18 грудня 1925 року увійшов до складу ВМС Франції.

## Історія служби
На початку Другої світової війни корабель служив у Середземному морі, будучи флагманом 19-ї ескадри 1-ї флотилії підводних човнів у Тулоні. Командиром човна був Р. Бертран. Після поразки французької армії
у війні та укладення перемир'я між Францією та Німеччиною «Галаті» перейшов під контроль уряду Віші (роззброєний у Тулоні). 27 листопада 1942 року під час німецької атаки на Тулон підводний човен був затоплений з метою недопущення його ворогу в руки. Французами було знищено 77 кораблів, у тому числі 3 лінійні кораблі, 1 гідроавіаносець «Командан Тест», 7 крейсерів, 15 есмінців, 13 міноносців, 6 шлюпів, 15 підводних човнів, 9 сторожових катерів, 19 допоміжних суден, 1 навчальний корабель, 28 буксирів і 4 кранів. П'яти підводним човнам вдалося вирватися в хаосі ситуації з бази, три досягли Північної Африки (два підводні човни дійшли до Алжиру: «Касаб'янка» і «Марсойн», один човен «Глорі» — Орану), човен «Іріс» дістався іспанської Барселони, і останній — «Вені» — змушений був затопитися в гирлі гавані.
Пізніше «Галаті» був піднятий італійцями, але 5 липня 1944 року він був знову потоплений в Тулоні американською авіацією під час авіанальоту.
17 березня 1949 року він був відбуксований з Тулона у глибокі води відкритого моря та затоплений.

Схема затоплення французьких кораблів у Тулоні 27 листопада 1942 року.
Прим. «Галаті» — практично в центрі схеми поруч з «Еврідік»